# Landschaftsschutzgebiet Untere Senne

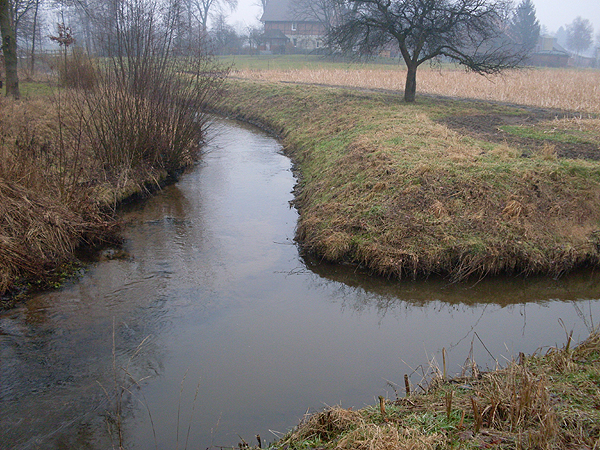
Schwarzwasserbach im LSG

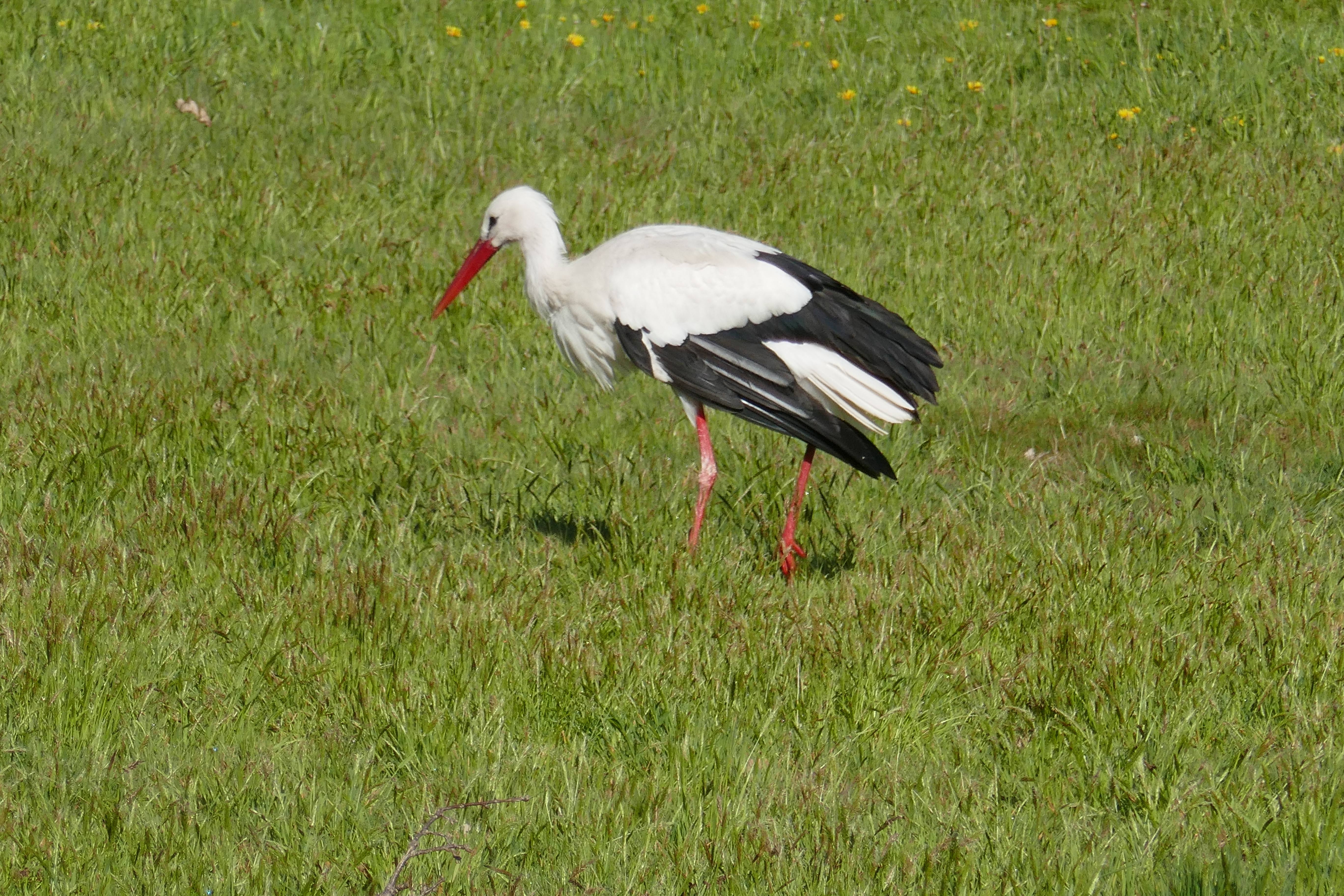
Weißstorch im LSG

Das Landschaftsschutzgebiet Untere Senne mit 1097,71 ha Flächengröße liegt im Kreis Paderborn. Das Landschaftsschutzgebiet (LSG) wurde 1989 vom Kreistag mit dem Landschaftsplan Sennelandschaft ausgewiesen. Das LSG besteht aus vier Teilflächen, die häufig von Straßen noch unterteilt sind.

## Beschreibung
Das LSG umfasst Wald- und Offenlandbereiche in den Städten Paderborn, Bad Lippspringe und Hövelhof. Es handelt sich um Teile der Rengerings Wiesen, des Rengerings Bruches, des Lauer Bruches, des Sander Bruches und des Mastbruches.
Im Offenland liegen Grünland und Ackerflächen, welche parkartig gegliedert werden durch Feldgehölze, Hecken, Baumreihen, Baumgruppen und Einzelbäume. Auch bewachsene Dünen liegen im LSG. An naturnahen Waldgesellschaften sind feuchte bis trockene Eichen-Birken-Wälder und Eichen-Buchen-Wälder mit seltenen Arten vorhanden. Es ist im LSG verboten die Wiederaufforstungen der bestehenden Hofeichenwäldchen und Neupflanzungen von Hofeichenwäldern mit Nadelbäumen vorzunehmen. Nadelwaldbestände dürfen nicht als absolut reine Nadelholzbestände wiederaufgeforstet werden. Beim Dünenwäldchen im Mastbruch soll der Laubholzanteil erhöht werden, was im Landschaftsplan exakt festgesetzt wurde.